# Louisa Paulin

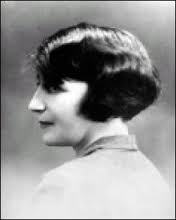
Louisa Paulin (1937)

Louisa Paulin (* 2. Dezember 1888 in Réalmont; † 23. April 1944 ebenda) war eine französische Dichterin französischer und okzitanischer Sprache.

## Leben und Werk
Louisa Paulin wuchs nördlich von Castres im okzitanischen Sprachbereich auf und lernte Französisch erst ab dem Alter von 7 Jahren. Sie wurde 1906 Volksschullehrerin im Département Tarn und unterrichtete später in Klassen der Höheren Volksschule in Albi und ab 1914 in Tulle. Wegen einer Amyloid-Polyneuropathie musste sie 1932 den Beruf aufgeben. Sie kehrte in ihren Heimatort Réalmont zurück und widmete sich künftig dem literarischen Schreiben, zuerst auf Französisch, dann zunehmend auch auf Okzitanisch. Sie erzielte mehrere Preise bei den Blumenspielen der Académie des Jeux Floraux in Toulouse und erwarb den von der Akademie verliehenen Titel Maître ès Jeux Floraux (Meistersänger/Meisterdichter). Ihre okzitanische Dichtung Fresca hatte den Albigenserkreuzzug zum Thema. Sie starb im Alter von 55 Jahren.
In Tulle ist eine Straße nach ihr benannt. In Muret und Réalmont tragen Schulen ihren Namen.

## Werke (Auswahl)
- Sorgas. Privat, Toulouse 1940. (« Wasserläufe »)
- Fresca. Bibliothèque de la Revue du Tarn, Toulouse 1942. (Dichtung, zweisprachig)
- Rythmes et cadences. Éditions du Languedoc, Albi 1947. (Einführung von Louis Charles-Bellet, 1880–1959)
- Florilège poétique de Louisa Paulin. Poèmes et proses. Hrsg. Théophile Briant, Georges Bouquet und Pierre Menanteau. L'Amitié par le livre, Blainville-sur-Mer 1956. (französisch und okzitanisch)
- Poèmes. Éditions de la «Revue du Tarn», Albi 1969. (Einführung von Louis Charles-Bellet)
- Direm à la nòstra nena. Poëmas occitans pels enfants et pels joves. Vent terral, Enèrgues 1984, 1992. (zweisprachig)
- Je voudrais bâtir une ville heureuse. Anthologie poétique bilingue. Vent Terral, Valderiès 1986.
- L'escalièr de veire. Aires vilatgeses. Planhs e autres poëmas. Hrsg. und Übersetzer Jòrdi Blanc. Vent Terral, Andouque 1994.
- Oeuvre poétique. Òbra poetica. Hrsg. Jòrdi Blanc.  Vent terral, Valence-d'Albigeois 2015. (zweisprachig)